# 호랑이고기
호랑이고기는 호랑이의 고기이다.
아시아 국가에서 주로 생산되며, 보통 끼니 용도 보다는 한약 용도로 많이 사용된 고기이다.
임진왜란 당시 가토 기요마사는 불임 증세가 있는 도요토미 히데요시의 불임을 치료하기 위해서 호랑이를 사냥했으며 그렇게 사냥한 호랑이로 호랑이고기를 만들어서 도요토미 히데요시에게 바쳤다.
현대에는 호랑이가 보호종이기 때문에 호랑이 고기를 판매하는 것이 불법이다.

## 같이 보기
- 호랑이